# Julius Marschall
Julius Marschall (* 31. Januar 1888 in Einöd; † nach 1976) war ein saarländischer Politiker (DPS).
Nach der Volksschule besuchte Marschall in den Jahren 1904 bis 1906 eine Landwirtschaftsschule in Zweibrücken. Danach arbeitete er im Landwirtschaftsbetrieb des Vaters. Seinen Militärdienst absolvierte er von 1907 bis 1910 beim 5. Königlich Bayerischen Chevaulegers-Regiment in Saargemünd. Während des Ersten Weltkriegs diente er beim 2. Königlich Bayerischen Ulanen-Regiment.
Anschließend war er wieder als Landwirt tätig und engagierte sich in der Bauernvertretung – von 1920 bis 1928 als Präsident der Landwirtschaftskammer des Saargebiets. Am 20. April 1933 beantragte er die Aufnahme in die NSDAP und wurde zum 1. Juni desselben Jahres aufgenommen (Mitgliedsnummer 2.685.706). In den Jahren 1940 bis 1945 arbeitete er im Landkreis Gostingen für einen Ansiedlungsstab.
Nach dem Zweiten Weltkrieg trat Marschall der Demokratischen Partei Saar (DPS) bei. Dem Landtag des Saarlandes gehörte er in der dritten Legislaturperiode (1955–1960) an. Er war dort stellvertretender Vorsitzender des Ausschusses für Ernährung, Landwirtschaft und Jagd.
1976 wurde er mit dem Saarländischen Verdienstorden ausgezeichnet.